# Rudków
Rudków (dawn. Rutków) – przysiółek wsi Hucisko w Polsce, położony w województwie mazowieckim, w powiecie przysuskim, w gminie Przysucha.
W latach 1975–1998 wieś należała administracyjnie do województwa radomskiego.
Dawniej Rutków był odrębną wsią w gminie Chlewiska w powiecie koneckim, w 1933 roku utworzył gromadę w gminie Chlewiska. W 1954 wszedł w skład gromady Ruski Bród. W 1973 roku, jako cześć sołectwa Hucisko Borkowieckie, wszedł w skład gminy Przysucha.